# Stade Ďolíček
Le stade Ďolíček est un stade multi-usage tchèque basé à Prague.
Ce stade de 6 300 places accueille les matches à domicile des Bohemians 1905, club évoluant dans le championnat de Tchéquie de football D1.

## Histoire
À partir de juillet 2010, il n'accueille plus que les matchs de l'équipe réserve. Puis à la suite de la relégation des Bohemians 1905 en 2012, le stade accueille à nouveau les matchs de l'équipe première en Druhá liga.